# Lodsens datter (film fra 1918)
 For alternative betydninger, se Lodsens datter. (Se også artikler, som begynder med Lodsens datter)
Lodsens datter er en norsk film fra 1918 som regnes som gået tabt.
Filmen fortæller historien om en maler som træffer datteren til en lods som tager hende med til byen og lever livet sammen med hende, indtil han træffer en rig dame og gifter sig med hende. Den foragtede pige rejser så hjem alene og ulykkelig.